# Labiano
Labiano (Labio en euskera) es una localidad y un concejo del municipio de Aranguren en la Comunidad Foral de Navarra (España). En 2022 tenía una población de 159 habitantes y su altitud es de 577 m s. n. m.
El pueblo tiene una iglesia de estilo románico, que fue restaurada en 1977 por los vecinos. Además, en el barrio de la Santa se encuentra la ermita de San Pablo y Santa Felicia, una ermita muy vinculada al Camino de Santiago. En un principio era románica, pero tras un incendio en 1753 se reconstruyó en estilo barroco. En esta ermita se celebra anualmente la Romería de Labiano en junio.
Las fiestas de la localidad se celebran el último fin de semana de agosto.

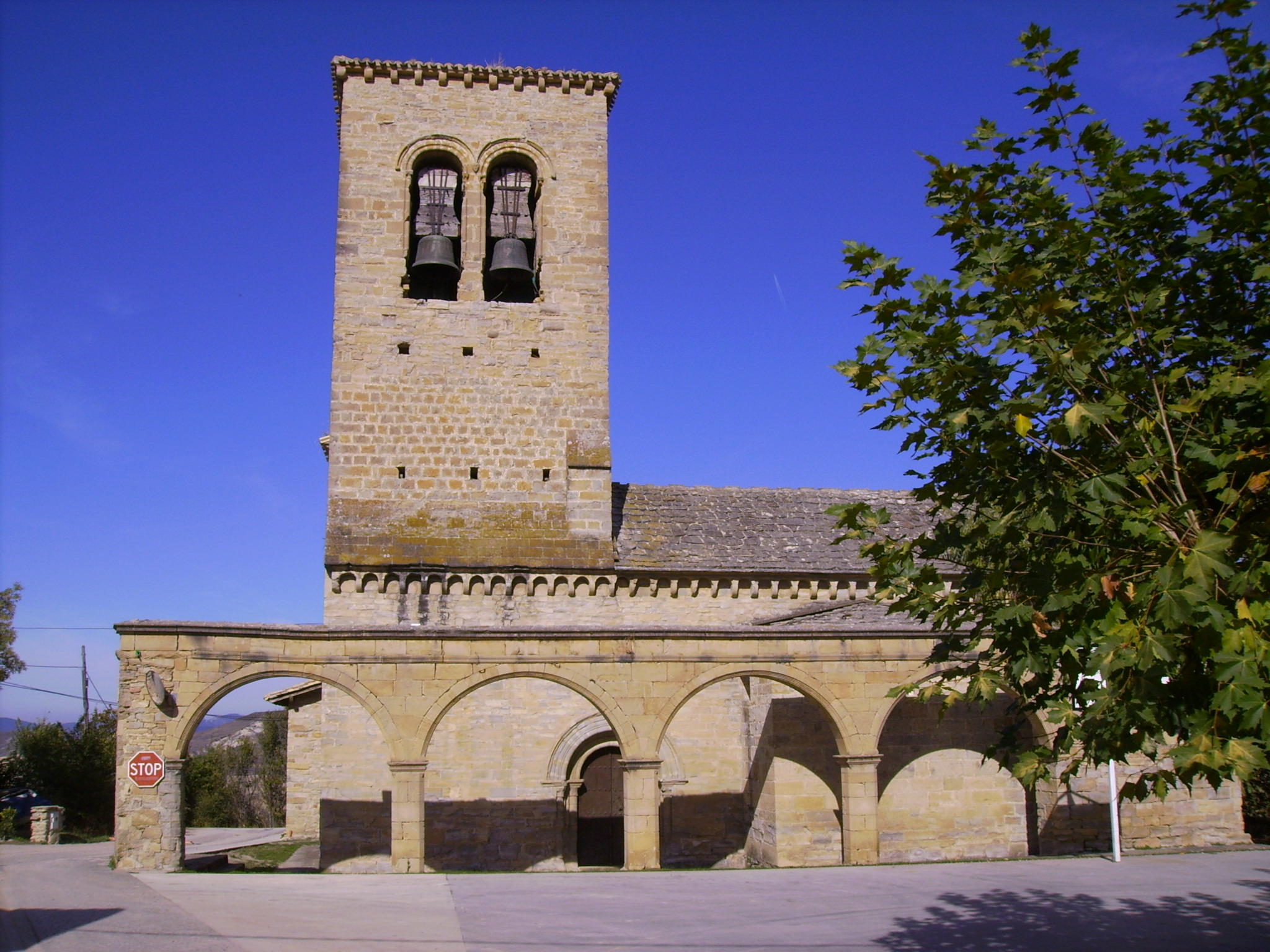
Iglesia parroquial

## Demografía
En 2022, Labiano contaba con una población de 159 habitantes, de los cuales 88 eran hombres y 71, mujeres. (INE 2021).
| Gráfica de evolución demográfica de Labiano entre 2000 y 2021                            |
|                                                                                          |
| Fuente: Instituto Nacional de Estadística de España - Elaboración gráfica por Wikipedia. |